# Carl Friedrich Bückling
Carl Friedrich Bückling (* 23. August 1756 in Neuruppin; † 22. Februar 1812 in Berlin) war ein deutscher Erfinder. Er konstruierte die erste Dampfmaschine wattscher Bauart im Königreich Preußen.

## Leben
Seine Eltern waren der Kaufmann Christian Heinrich Bückling und dessen Ehefrau Charlotte Wilhelmine Schönfus. Er zog 1762 mit der elterlichen Familie nach Berlin, wo er nach dem Schulabschluss eine Lehre als Bauhandwerker begann; danach besuchte er die Bergakademie Freiberg. 1768 erhielt er eine Stelle im preußischen Berg- und Hüttendepartment des General-, Oberfinanz-, Kriegs- und Domänen-Direktoriums in Berlin.
Am 23. April 1778 wurde ihm im Namen des Königs Friedrich II. von Preußen durch dessen Minister Friedrich Anton von Heynitz der Auftrag erteilt, gemeinsam mit dem Oberbergrat Freiherr Waitz von Eschen nach England zu reisen und dort die Konstruktion der Dampfmaschine wattscher Bauart, deren Effekt und Kosten zu erkunden und entsprechende Risse anzufertigen, um diese Feuermaschine mit anderen ihrer Art vergleichen zu können. Im Mai traten beide ihre Reise in Richtung Birmingham an.
Am 28. Oktober 1779 wurde Bückling zum Hüttenbauinspektor ernannt. In dieser Funktion war er u. a. für das Bauwesen auf den preußischen Eisenwerken verantwortlich. Im Februar 1781 folgte seine Beförderung zum Bergassessor. Als solcher wurde er am 1. Juni 1783 als Dampfmaschinen-Oberbauleiter nach Hettstedt versetzt.
Nachdem Bückling von Heynitz noch ein zweites Mal nach England geschickt worden war, war er in der Lage, exakte Baupläne für eine eigene Dampfmaschine nach dem Vorbild der wattschen unter Mitwirkung der Preußischen Akademie der Wissenschaften zu entwerfen. Bis 1783 wurde ein verkleinertes, funktionsfähiges Modell gebaut, von da an wurden die Teile in Originalgröße hergestellt und zusammengesetzt. Am 23. August 1785 wurde die erste deutsche Dampfmaschine wattscher Bauart auf dem König-Friedrich-Schacht bei Burgörner offiziell in Betrieb genommen.
Aufgrund des großen Erfolges seiner Dampfmaschine erhielt er im Auftrag des preußischen Königs einen Ehrenorden verliehen.
1791 erfolgte die Ernennung zum Oberbergrat. Aufgrund seiner Spezialkenntnisse wurde ihm die Leitung des Maschinenwesens des Bergwerks- und Hüttendepartments übertragen. Während der französischen Besetzung wurde Bückling 1809 zum Chefingenieur der Maschinendirektion der Elbdivision des Königreiches Westphalen berufen. Auf eigenen Wunsch ließ sich Bückling 1812 mit 55 Jahren in den Ruhestand versetzen. Nur wenig später verstarb er.
Der Verein Deutscher Ingenieure weihte 1890 auf dem König-Friedrich-Schacht in Burgörner bei Hettstedt auch zu Ehren von Carl Friedrich Bückling das Maschinendenkmal für die „erste deutsche Dampfmaschine“ ein.

## Familie
Er heiratete Henriette Albertine Schartow, die Tochter des Geheimen Sekretärs Daniel Bartholomäus Schartow. Das Paar hatte zwei Kinder:
- Adolph (1793–1830)
- Emilie Bückling (* 29. November 1795; † 1. Januar 1867) ⚭ Johann Julian Friedrich Christian Reil[1] (* 20. April 1792; † 31. August 1858), Sohn von Johann Christian Reil

Auch sein Sohn Adolph (1793–1830) arbeitete im Bergbau. Nachdem Adolph als Soldat an den Feldzügen 1813/14 teilgenommen hatte, wurde er 1817 als 24-Jähriger Bergmeister, dann 1822 Oberbergmeister für das preußische Bergamt Eisleben. 1830 verstarb er als Oberbergrat, nach Akten des Oberbergamtes Halle, mit nur 37 Jahren.